# فرودگاه بین‌المللی پرائیا
فرودگاه بین‌المللی پرائیا (به انگلیسی: Praia International Airport) یک فرودگاه همگانی با کد یاتا RAI است که یک باند فرود آسفالت دارد و طول باند آن ۲۰۹۶ متر است. این فرودگاه در کشور آفریقای جنوبی قرار دارد و در ارتفاع ۷۰ متری از سطح دریا واقع شده‌است.

## شرکت‌های هواپیمایی و مقصدهای پروازی
| شرکت‌های هواپیمایی                  | مقصدهای پروازی |
| ---------------------------------- | --- |
| Azores Airlines                    | ژان پائولو دوم فصلی: لوگان |
| بینتر کاناریاس اجرا توسط Binter CV | امیلکر کبرل، سائو فیلیپ، سائو پدرو |
| هواپیمایی پادشاهی مراکش            | محمد پنجم، اوسوالدو وییرا |
| تی‌ای‌سی‌وی                           | اوسوالدو وییرا، رابیل، لئوپولد سدار سنگور، پینتو مارتینز، لیسبون پورتلا، مایو، تی.اف. گرین، ریکایف، امیلکر کبرل، سائو فیلیپ، پره‌گوئیچا، سائو پدرو |
| تاپ پرتغال                         | لیسبون پورتلا |